# Litania dominikańska
Litania dominikańska (Litania dominikańska do odmawiania we wszelkich utrapieniach) – litania do Najświętszej Maryi Panny, odmawiana w czasie utrapienia, należy do średniowiecznych litanii dominikańskich, sięgających początkami XII wieku; na długo jeszcze przed powstaniem Litanii Loretańskiej (1578 r.). Istnieją dwie wersje tej litanii.
Skuteczność tych litanii, odmawianych w trudnych chwilach zakonu Dominikańskiego, zwłaszcza za Innocentego IV, sprawiła jak podaje stara tradycja, że „kardynałowie i prałaci zwykli byli mówić: strzeżcie się litanii braci kaznodziejów, gdyż czynią rzeczy dziwne”. A w przysłowie weszło powiedzenie: Litaniis Ordinis Praedicatorium libera nos, Domine (Od litanii Zakonu Kaznodziejskiego wybaw nas, Panie). 